# Geub
Geub is een komische Belgische fictiereeks van productiehuis Woestijnvis. Philippe Geubels speelt de hoofdrol als een fictieve versie van zichzelf. Andere belangrijke rollen zijn er voor onder andere Jonas Geirnaert, Joris Hessels, Flor Decleir en Derek de Lint.
Het scenario is geschreven door Jan Dircksens, Jan Reymen en Jeroom Snelders en de regie is in handen van Mathias De Neve. De opnames vonden plaats in de Hoge Vosbergstraat in Rumst.
De achtdelige reeks was in België vanaf april 2019 te zien op het betaalkanaal Play More van Telenet. Vanaf 3 september 2019 werd Geub uitgezonden op Eén. In Nederland kwam de reeks eind april 2019 op Videoland en was later dat jaar ook te zien op RTL 4.

## Verhaal
De vrouw van een fictieve Philippe Geubels gaat er vandoor met de dertig jaar oudere Nederlandse buurman William. Geub wordt depressief en valt terug op zijn moeder Sonja en beste vrienden Pannenkoek en Dikke Dirk. Ook manager Johnny Braeckman lijdt onder de depressie van Geub, aangezien diens carrière als komiek begint te haperen.

## Rolverdeling

### Hoofdrollen
| Acteur           | Personage               | Opmerkingen                        |
| ---------------- | ----------------------- | ---------------------------------- |
| Philippe Geubels | Philippe "Geub" Geubels | Fictieve versie van zichzelf       |
| Jonas Geirnaert  | Johnny Braeckman        | Manager van Geub                   |
| Joris Hessels    | Pannenkoek              | Beste vriend van Geub              |
| Flor Decleir     | Dikke Dirk              | Technicus en beste vriend van Geub |
| Vera Van Dooren  | Sonja                   | Moeder van Geub                    |
| Kyoko Scholiers  | Leen                    | Ex-vrouw van Geub                  |
| Derek de Lint    | William van Bronkhorst  | Buurman en nieuwe vriend van Leen  |
| Amber Janssens   | Hanne Watté             | Kandidate Miss Belgian Beauty      |

### Gastrollen
| Acteur             | Personage             | Opmerkingen                       |
| ------------------ | --------------------- | --------------------------------- |
| Astrid Boury       | Shana                 | Secretaresse van Johnny Braeckman |
| Issam Dakka        | Hassan                | Kuisman                           |
| Anne Denolf        | Nicole                |                                   |
| Anouck Luyten      | Femke                 |                                   |
| Patrick Vervueren  | Lieven                |                                   |
| Peter Blankenstein | Rutger van Bronkhorst | Broer van William                 |
| Vera Puts          | Annet                 | Ex-vrouw van William              |
| Carry Goossens     | Carlo Cadabra         | Gepensioneerde goochelaar         |
| Daisy Ip           | Kai-Mook              | Vrouw van Carlo Cadabra           |
| Luc Nuyens         | Paul Dhaenis          | Pr-manager                        |
| Julie Mahieu       |                       | Medewerkster Brico                |
| Carl Dircksens     | Marc Goossens         | Werknemer Papa Tony               |
| Marc Lauwrys       | Luc                   | Werknemer Papa Tony               |
| Malou Gees         |                       | Grootmoeder van Geub              |

### Cameo's
| Acteur             | Personage |
| ------------------ | --------- |
| Erik Van Looy      | Zichzelf  |
| Tom Boonen         | Zichzelf  |
| Goedele Liekens    | Zichzelf  |
| Leif Hoste         | Zichzelf  |
| Nick Nuyens        | Zichzelf  |
| Roger De Vlaeminck | Zichzelf  |
| Wilfried Peeters   | Zichzelf  |
| Ellen Petri        | Zichzelf  |
| Michel Wuyts       | Zichzelf  |
| José De Cauwer     | Zichzelf  |
| Renaat Schotte     | Zichzelf  |
| Karl Vannieuwkerke | Zichzelf  |
| Ruben Van Gucht    | Zichzelf  |

## Afleveringen
| Aflevering | Titel                        | Uitzending        | Live kijkers | Live + 7 kijkers |
| ---------- | ---------------------------- | ----------------- | ------------ | ---------------- |
| 1          | De gebroken mannen           | 3 september 2019  | 783.769      | 1.006.405        |
| 2          | De pizzavijs                 | 10 september 2019 | 712.528      | 921.048          |
| 3          | Het feestje                  | 17 september 2019 | 492.506      | 637.055          |
| 4          | No More Bolero's             | 24 september 2019 | 691.498      | 840.493          |
| 5          | We are VR                    | 1 oktober 2019    | 636.770      | 810.490          |
| 6          | Het vuurwerk                 | 8 oktober 2019    | 691.381      | 873.501          |
| 7          | De flashmob                  | 15 oktober 2019   | 524.592      | 732.592          |
| 8          | Geblinddoekt van Alpe D'Huez | 22 oktober 2019   | 398.747      | Onbekend         |